# Madonna mit Kind (Diou)

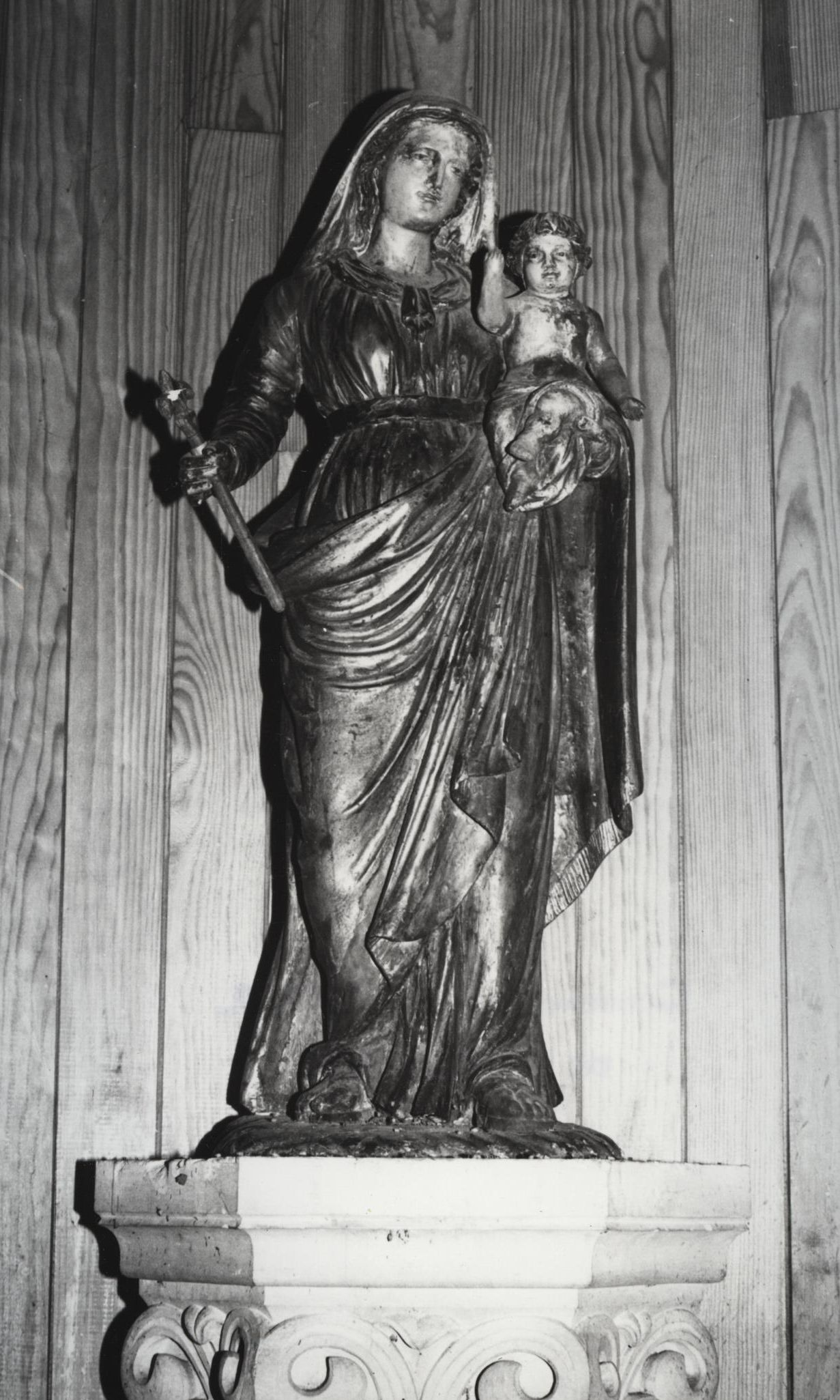
Madonna mit Kind in Diou

Die Skulptur Madonna mit Kind in der Kirche St-Cyr-Ste-Juliette in Diou, einer französischen Gemeinde im Département Allier der Region Auvergne-Rhône-Alpes, wurde im 17. Jahrhundert geschaffen. Im Jahr 1975 wurde die barocke Skulptur als Monument historique in die Liste der denkmalgeschützten Objekte (Base Palissy) in Frankreich aufgenommen.
Die Skulptur aus Holz ist lediglich gewachst. Das Jesuskind sitzt auf dem linken Arm von Maria, die in der rechten Hand ein Zepter hält.   